# Sydonia Katarzyna
Sydonia Katarzyna (ur. ok. 1550, zm. 1594) — księżna cieszyńska, druga żona Wacława III Adama.
Sydonia Katarzyna była córką księcia saskiego Franciszka I, jednego z protektorów protestantyzmu w Rzeszy niemieckiej. Do ślubu z księciem cieszyńskim Wacławem III Adamem doszło 25 listopada 1567 roku.
Mieli trzech synów i trzy córki:
- Chrystian August
- Adam Wacław
- Jan Albrecht
- Maria Sydonia
- Anna Sybilla
- trzecia córka nieznana z imienia

Po śmierci Wacława III Adama 4 listopada 1579 objęła władzę w księstwie do czasu osiągnięcia pełnoletniości przez najstarszego żyjącego syna pary książęcej, Adama Wacława, co nastąpiło w 1586. Tego roku, 16 lutego wyszła ponownie za mąż za nadżupana trenczyńskiego Emeryka Forgacza. Zmarła w czerwcu lub w lipcu 1594. Pochowana została w kościele dominikanów w Cieszynie.